# Copa Bolivia 2022
La Copa Bolivia 2022 fue la 1.ª edición de la Copa Bolivia, contemplaría la participación de los clubes de la Primera División y las asociaciones departamentales, como una copa nacional de fútbol. Esta edición iba a otorgar al ganador un cupo directo a la Copa Sudamericana 2023 como Bolivia 4.
En principio en este torneo, participarían 95 equipos a partir de la primera fase interna: los 16 clubes de la División Profesional, 7 clubes de la Copa Simón Bolívar y 72 clubes de las asociaciones departamentales (8 clubes por asociación). El torneo tenía planificado regresar en la temporada 2022, tras seis años de ausencia. El torneo inició el 21 de abril en su fase regional (con algunas asociaciones teniendo sus preclasificatorios) con sus tres fases eliminatorias por cada asociación y en su fase nacional, la fecha planificada era el 27 de julio.

## Calendario y formato
| Fase                               | Fechas                       | Clubes                   | Detalles del formato |
| ---------------------------------- | ---------------------------- | ------------------------ | --- |
| Fases Preclasificatorias - Interna | Abril y mayo de 2022         | 28 → 8                   | Participantes: Clubes de las asociaciones departamentales (Preferiblemente de categorías Primera "A", Primera "B" y representantes provinciales) . Formato del sorteo: A disposición libre de cada asociación departamental si decide llevar a cabo esta fase. Formato de la fase: En cada llave, los equipos se enfrentaron a partido único en una cancha neutral o en dos ruedas de ida y vuelta, también definidas por cada asociación departamental tras previo consenso. Si existe igualdad de puntos en los dos partidos de ida y vuelta, se recurrió a a la tanda de penales. No existió el gol diferencia.                            |
| Primera fase - Interna             | Abril, mayo y junio de 2022  | 72 → 36                  | Participantes: Clubes de las asociaciones departamentales (Preferiblemente de categorías Primera "A", Primera "B" y representantes provinciales) . Formato del sorteo: Los equipos se sortearon en treinta y seis llaves (cuatro llaves por cada departamento) ubicadas en el mismo departamento. Formato de la fase: En cada llave, los equipos se enfrentaron a partido único en una cancha neutral o en dos ruedas de ida y vuelta definidas por cada asociación departamental tras previo consenso. Si existió igualdad de puntos en los dos partidos de ida y vuelta, se recurrió a a la tanda de penales. No existió el gol diferencia. |
| Segunda fase - Interna             | Mayo y junio de 2022         | 36 → 18                  | Formato de las eliminatorias: Series a partido único en cancha neutral o en ida y vuelta tras decisión y consenso de cada asociación departamental. En este último caso, si existió igualdad de puntos en los dos partidos de ida y vuelta, se recurrió a a la tanda de penales. No existió el gol diferencia. |
| Tercera fase - Interna             | Junio de 2022                | 18 → 9                   | Formato de las eliminatorias: Series a partido único en cancha neutral. |
| Dieciseisavos de final             | Julio y agosto de 2022       | 32 (16 + 6 + 1 + 9) → 16 | Participantes: - 16 clubes de la División Profesional. - 6 clubes que llegaron a la ronda de los Cuartos de final en la Copa Simón Bolívar 2021. - Un club perdedor de la eliminatoria de ascenso/descenso indirecto 2021. - 9 clubes provenientes de la tercera fase interna por cada departamento. Formato del sorteo: Los equipos se sortearían en dieciséis llaves. Formato de la fase: Partidos en ida y vuelta con diferencia de gol. Equipo local en la ida: Los equipos de asociación (Transferidos de la Copa Simón Bolívar 2021, el perdedor del ascenso indirecto y vencedores de la tercera fase)                                 |
| Octavos de final                   | Agosto y septiembre de 2022  | 16 → 8                   | Formato de las eliminatorias:Partidos en ida y vuelta con diferencia de gol. Equipo local en la ida: Sorteo |
| Cuartos de final                   | Septiembre y octubre de 2022 | 8 → 4                    | Formato de las eliminatorias:Partidos en ida y vuelta con diferencia de gol. Equipo local en la ida: Sorteo |
| Semifinales                        | Octubre y noviembre de 2022  | 4 → 2                    | Formato de las eliminatorias:Partidos en ida y vuelta con diferencia de gol. Equipo local en la ida: Sorteo |
| Final                              | Noviembre de 2022            | 2 → 1                    | Formato de la eliminatoria: Partido único. Sede: Estadio neutral, a ser designado por la Dirección de Competiciones de la FBF. De preferencia ubicada en un departamento sin representantes en la División Profesional. Clasificación: El ganador sería el campeón de la copa, clasificaría a la Copa Sudamericana 2023 y recibiría un premio económico de 500 000 dólares. |

## Equipos participantes
Para el proceso de clasificación véase Fase clasificatoria 2022.
La siguiente es una lista de los equipos que disputaron las fases de la Copa Bolivia durante la temporada 2022.
| Primera División Profesional (16 equipos) | Primera División Profesional (16 equipos) |
| Equipo                                    | Departamento                              |
| ----------------------------------------- | ----------------------------------------- |
| Always Ready                              | La Paz                                    |
| Atlético Palmaflor                        | Cochabamba                                |
| Aurora                                    | Cochabamba                                |
| Blooming                                  | Santa Cruz                                |
| Bolívar                                   | La Paz                                    |
| Guabirá                                   | Santa Cruz                                |
| Independiente Petrolero                   | Chuquisaca                                |
| Nacional Potosí                           | Potosí                                    |
| Oriente Petrolero                         | Santa Cruz                                |
| Real Santa Cruz                           | Santa Cruz                                |
| Real Tomayapo                             | Tarija                                    |
| Royal Pari                                | Santa Cruz                                |
| The Strongest                             | La Paz                                    |
| Universitario de Sucre                    | Chuquisaca                                |
| Universitario de Vinto                    | Cochabamba                                |
| Wilstermann                               | Cochabamba                                |

| Copa Simón Bolívar (7 equipos) | Copa Simón Bolívar (7 equipos) |
| Equipo                         | Departamento                   |
| ------------------------------ | ------------------------------ |
| Empresa Minera Huanuni         | Oruro                          |
| García Agreda                  | Tarija                         |
| Nueva Santa Cruz F. C.         | Santa Cruz                     |
| Real Potosí                    | Potosí                         |
| San Antonio Bulo Bulo          | Cochabamba                     |
| Torre Fuerte                   | Santa Cruz                     |
| Vaca Díez                      | Pando                          |

| Asociaciones Departamentales (72 equipos) | Asociaciones Departamentales (72 equipos) | Asociaciones Departamentales (72 equipos) | Asociaciones Departamentales (72 equipos) | Asociaciones Departamentales (72 equipos) | Asociaciones Departamentales (72 equipos) | Asociaciones Departamentales (72 equipos) | Asociaciones Departamentales (72 equipos) |
| Equipo                                    | Departamento                              | Equipo                                    | Departamento                              | Equipo                                    | Departamento                              | Equipo                                    | Departamento                              |
| ----------------------------------------- | ----------------------------------------- | ----------------------------------------- | ----------------------------------------- | ----------------------------------------- | ----------------------------------------- | ----------------------------------------- | ----------------------------------------- |
| 31 de Octubre                             | La Paz                                    | A.B.B.                                    | La Paz                                    | Chaco Petrolero                           | La Paz                                    | Deportivo FATIC                           | La Paz                                    |
| Deportivo I.C.C                           | La Paz                                    | Hiska Nacional                            | La Paz                                    | Litoral                                   | La Paz                                    | LDV Copacabana                            | La Paz                                    |
| Real Palcoma                              | La Paz                                    | Unión Maestranza                          | La Paz                                    | Universitario de La Paz                   | La Paz                                    | Virgen de Chijipata                       | La Paz                                    |
| White Star                                | La Paz                                    |                                           |                                           |                                           |                                           |                                           |                                           |
| AFIZ                                      | Oruro                                     | CDT Real Oruro                            | Oruro                                     | Deportivo Escara                          | Oruro                                     | Deportivo Shalon                          | Oruro                                     |
| GV San José                               | Oruro                                     | Oruro Royal                               | Oruro                                     | SUR-CAR                                   | Oruro                                     |                                           |                                           |
| Arauco Prado                              | Cochabamba                                | Ayacucho                                  | Cochabamba                                | Cala Cala                                 | Cochabamba                                | Chacacollo                                | Cochabamba                                |
| Cochabamba FC                             | Cochabamba                                | Enrique Happ del Tópico                   | Cochabamba                                | Estudiantes Quillacollo                   | Cochabamba                                | Independiente                             | Cochabamba                                |
| Municipal Colcapirhua                     | Cochabamba                                | Municipal Tiquipaya                       | Cochabamba                                | Nueva Cliza                               | Cochabamba                                | Pasión Celeste                            | Cochabamba                                |
| Real Cochabamba                           | Cochabamba                                | Universitario de Cochabamba               | Cochabamba                                | Universitario San Simón                   | Cochabamba                                |                                           |                                           |
| Atlético Sucre                            | Chuquisaca                                | Deportivo Alemán                          | Chuquisaca                                | Fancesa                                   | Chuquisaca                                | FC Tomina                                 | Chuquisaca                                |
| Flamengo de Sucre                         | Chuquisaca                                | Stormer's                                 | Chuquisaca                                |                                           |                                           |                                           |                                           |
| Avilés Industrial                         | Tarija                                    | Estudiantes Chiquiacá                     | Tarija                                    | Gobierno Municipal                        | Tarija                                    | Municipal de Tarija                       | Tarija                                    |
| Municipalidad de Yacuiba                  | Tarija                                    | Olimpia Petrolero                         | Tarija                                    | Real Tarija                               | Tarija                                    | Unión Central Tarija                      | Tarija                                    |
| Deportivo Cervecería                      | Potosí                                    | Deportivo JUVA                            | Potosí                                    | Ferrocarril Palmeiras                     | Potosí                                    | Wilstermann Cooperativas                  | Potosí                                    |
| 24 de Septiembre                          | Santa Cruz                                | Argentinos Juniors                        | Santa Cruz                                | Calleja                                   | Santa Cruz                                | Deportivo Cooper                          | Santa Cruz                                |
| Destroyer's                               | Santa Cruz                                | El Torno FC                               | Santa Cruz                                | Oriente Petrolero "B"                     | Santa Cruz                                | Universidad                               | Santa Cruz                                |
| 3 de Febrero FC                           | Beni                                      | Gran Mamoré FC                            | Beni                                      |                                           |                                           |                                           |                                           |
| Chaco FC                                  | Pando                                     | Guerreros de Dios                         | Pando                                     | Libertad FC                               | Pando                                     | Mariscal Sucre                            | Pando                                     |
| Moto Club                                 | Pando                                     | RVD San Lorenzo                           | Pando                                     | Real Mapajo                               | Pando                                     | Universitario de Pando                    | Pando                                     |

### Equipos por departamento
| Departamento | N.º | Equipos |
| ------------ | --- | --- |
| Cochabamba   | 20  | Arauco Prado, Atlético Palmaflor, Aurora, Ayacucho, Cala Cala, Chacacollo, Cochabamba F. C., Enrique Happ del Trópico, Estudiantes Quillacollo, Independiente, Municipal Colcapirhua, Municipal Tiquipaya, Nueva Cliza, Pasión Celeste, Real Cochabamba, Universitario de Cochabmbma, Universitario San Simón, Universitario de Vinto y Wilstermann. |
| La Paz       | 16  | 31 de Octubre, A.B.B., Always Ready, Bolívar,Chaco Petrolero, Deportivo FATIC, Deportivo I.C.C, Hiska Nacional, Litoral, LDV Copacabana, Real Palcoma, The Strongest, Unión Maestranza, Universitario de La Paz, Virgen de Chijipata y White Star.                                                                                                   |
| Santa Cruz   | 15  | 24 de Septiembre, Argentinos Juniors, Blooming, Calleja, Deportivo Cooper, Destroyer's, El Torno F.C., Guabirá, Nueva Santa Cruz F. C., Oriente Petrolero, Oriente Petrolero "B", Real Santa Cruz, Royal Pari, Torre Fuerte y Universidad. |
| Potosí       | 10  | Deportivo Cervecería, Deportivo JUVA, Ferrocarril Palmeiras, Nacional Potosí, Real Potosí y Wilstermann Cooperativas. |
| Tarija       | 10  | Avilés Industrial, Estudiantes Chiquiacá, García Agreda, Gobierno Municipal, Municipal de Tarija, Municipalidad de Yacuiba, Olimpia Petrolero del Chaco, Real Tarija, Real Tomayapo y Unión Central Tarija. |
| Pando        | 9   | Chaco FC, Guerreros de Dios, Libertad FC, Mariscal Sucre, Moto Club, Real Mapajo, RVD San Lorenzo, Universitario de Pando y Vaca Díez. |
| Chuquisaca   | 8   | Atlético Sucre, Deportivo Alemán, Fancesa, FC Tomina, Flamengo, Independiente Petrolero, Stormers y Universitario de Sucre. |
| Oruro        | 8   | AFIZ, CDT Real Oruro, Deportivo Escara, Deportivo Shalon, GV San José, Empresa Minera Huanuni, Oruro Royal y SUR-CAR. |
| Beni         | 2   | 3 de Febrero y Libertad Gran Mamoré. |

## Rondas preliminares y clasificatorias
Para el proceso de clasificación véase Fases preliminares y clasificatorias 2022.
En la ronda preliminar, participaron 28 equipos de los departamentos de La Paz y Cochabamba, se enfrentaron en llaves ida y vuelta donde los ganadores avanzaron a la siguiente ronda y en la ruta paceña el mejor perdedor también avanzó, los cruces se establecieron por sorteo.
Posteriormente un total de 50 equipos disputaron las fases internas departamentales: 35 equipos que ingresaron en esta ronda y 15 ganadores de la ronda preliminar. Fueron tres fases las establecidas para avanzar hasta la fase nacional. Los cruces fueron en llaves de ida y vuelta, a partido único y mediante fase de grupos por parte de Oruro, los ganadores avanzaron a la siguiente ronda. Un total de 32 equipos participaron en la segunda ronda de clasificación, los cruces fueron en llaves a doble partido y a partido único. La tercera ronda de clasificación correspondió a cada final departamental, en total nueve asociaciones tomaron parte de esta fase. Un total de 18 equipos participaron en la tercera ronda de clasificación. los cruces fueron en llaves a doble partido, en el caso de Santa Cruz y Beni, y en el resto de asociaciones a partido único. Los ganadores de las nueve rutas clasificaron a la fase nacional de la Copa Bolivia 2022.

## Fase nacional

### Sorteo de emparejamientos
La fase nacional de la Copa Bolivia incluiría a los 16 equipos de la División Profesional como cabezas de serie, que se enfrentarían mediante un sorteo de llaves a otros 16 equipos de la División Aficionados (7 equipos provenientes de los cuartos de final de la Copa Simón Bolívar 2021 y otros 9 clubes provenientes de las anteriores tres fase internas departamentales). El sorteo estuvo planeado de llevarse a cabo el día 20 de julio, posteriormente fue cancelado.
| Cabezas de serie | A sortear |
| --- | --- |
| - Always Ready - Atlético Palmaflor - Aurora - Blooming - Bolívar - Guabirá - Independiente Petrolero - Nacional Potosí - Oriente Petrolero - Real Santa Cruz - Real Tomayapo - Royal Pari - The Strongest - Universitario de Sucre - Universitario de Vinto - Wilstermann | - 24 de Septiembre - 3 de Febrero F. C. - Atlético Sucre - Deportivo FATIC - Empresa Minera Huanuni - Enrique Happ del Trópico - García Agreda - Nueva Santa Cruz - Olimpia Petrolero - Real Potosí - RVD San Lorenzo - San Antonio Bulo Bulo - SUR-CAR - Torre Fuerte - Vaca Díez - Wilstermann Cooperativas |

## Cancelación
Una vez terminada la fase previa departamental, se disponía a que se entrará en el sorteo el 20 de julio. Sin embargo, en una reunión que se sostuvo entre los dirigentes de las asociaciones de los distintos departamentos y los de la primera división, el 15 de julio. Se pidió la postergación del inicio de la fase nacional, ya que gran parte equipos de asociación no contaban con la documentación necesaria, además de que solo 4 de los 16 contaban con personería jurídica.
La decisión de los dirigentes de los clubes de primera división, de forma unánime, fue la de cancelar el torneo debido al calendario tan justo que tenían. Por lo que, días después la FBF ratifico la cancelación del torneo a nivel nacional. Se intentó llegar a un acuerdo, para que los clubes de asociación puedan jugar la copa bajo un nuevo formato, con premios distintos a los que se tenía desde un principio. El premio económico que se tenía que otorgar al campeón de esta copa, $500 000, fue entregado al campeón del Torneo Apertura siguiendo las pautas de la Conmebol.